# Brendt Allman
Brendt Allman (Dallas, 16 giugno 1970) è un chitarrista e compositore statunitense, meglio conosciuto come un membro della band progressive metal Shadow Gallery.

## Biografia

### Primi anni
Brendt ha iniziato a suonare la chitarra nel 1982, a 12 anni. Dal 1986 ha cominciato sia a dare lezioni di chitarra che a suonare in cover band locali a Dallas. Ha anche imparato a suonare il piano per poter estendere la sua abilità di compositore anche al piano e alla tastiera.

### Shadow Gallery
A vent'anni entrò a far parte della band Sorcerer con Carl Cadden-James, Mike Baker, Ron Evans, e Chris Ingles. Mostrarono ben presto le loro potenzialità suonando cover di canzoni che nessun altro gruppo avrebbe mai osato suonare, soprattutto di musicisti come Yngwie Malmsteen, i Rush e altre band rock. Volendo creare qualcosa di più originale, Brendt e Carl Cadden-James composero "The Queen of the City of Ice", dando una svolta molto più progressiva.
La band cambiò quindi il suo nome in Shadow Gallery e registrarono una demo di 8 tracce nel seminterrato di Carl Cadden-James. La demo fu ricevuta e approvata dalla Magna Carta, un'etichetta discografica indipendente che registrò la band sotto contratto il 23 agosto 1991.
Brend è un fondatore, chitarrista e compositore degli Shadow Gallery. Questi hanno pubblicato sette album sotto la Magna Carta Records (fino al 2003) e Inside Out. Gli Shadow Gallery sono una delle più interessanti ed innovative band progressive metal dell'ultimo decennio. 
“Shadow Gallery is a band with an extremely loyal fanbase, an irrefutable integrity, and a unique sound that will doubtlessly guarantee its continued existence for years to come.”

### Altre attività
A 26 anni, Brendt ha suonato con Jake E. Lee (Ozzy Osbourne / Badlands), Mike Portnoy (Dream Theater), Billy Sheehan (David Lee Roth / Mr. Big) e vari artisti dell'album tributo dei Rush: Working Man. È stato anche il compositore di dell'album solista Keep it to Yourself di James LaBrie. Sta anche lavorando ad un album fusion, essendo un grande appassionato del genere, continuando a scrivere comunque le canzoni per gli Shadow Gallery.

## Vita privata
Brendt vive a Doylestown, in Pennsylvania, con sua moglie Tonya. Si interessa di arti grafiche, fotografia, fucili, video games e musica.

## Discografia

### Con gli Shadow Gallery
- Shadow Gallery (1992)
- Carved in Stone (1995)
- Tyranny (1998)
- Legacy (2001)
- Room V (2005)
- Prime Cuts (2007)
- Digital Ghosts (2009)

### Compositore
- James LaBrie - Keep It to Yourself (1999)

### Ospite
- Working Man - Rush Tribute (1996)
- The Moon Revisited - Pink Floyd Tribute (1995)
- Tales from Yesterday - Yes Tribute (1995)
- Supper's Ready - Genesis Tribute (1995)
- Helena and Maria - Serene (2006)